# Willy Van den Eynde
Willy Van den Eynde (* 20. April 1943 in Winksele-Delle, Provinz Brabant) ist ein ehemaliger belgischer Radrennfahrer.

## Sportliche Laufbahn
Willy Van den Eynde war im Straßenradsport aktiv. 1958 begann er mit dem Radsport und wurde in jener Saison Meister der Junioren. 1962 wurde er Unabhängiger, im Sommer 1964 dann Berufsfahrer im Radsportteam Wiel’s-Groene Leeuw. Er blieb bis 1969 als Radprofi aktiv. 1964 gewann er eine Etappe der Marokko-Rundfahrt und eine Etappe der Belgien-Rundfahrt für Unabhängige.
Sein bedeutendster Erfolg war der Sieg er im Etappenrennen Tour du Nord 1965. 1964 siegte er im Rennen Druivenkoers. 1969 gewann er den Grote Prijs Stad Zottegem. Dazu kamen einige Erfolge Kriterien und Rundstreckenrennen in Belgien. 1966 schied er in der Tour de France aus. Den Giro d’Italia fuhr er 1965 und 1967, schied in beiden Rennen aber aus.

## Berufliches
Nach seiner aktiven Zeit als Radprofi betrieb er ein Café und war später einige Zeit in einer Firma für Sportbekleidung tätig.